# 松村彦次郎
松村 彦次郎（まつむら ひこじろう、1927年6月30日 - 2006年7月5日）は、日本の俳優、声優。東京府出身。

## 人物
千葉農業専門学校農芸化学科卒業。
1951年11月、劇団ぶどうの会入団。1961年2月、ぶどうの会を脱退し、山田肇、篠原大作、花形恵子などともに劇団風を創立。同劇団の経営責任者でもあった。1982年に劇団風が解散した後、グループ82を設立。
その後、フリーランスを経て、プロダクション・エムスリー、希楽星に所属していた。テレビドラマ、舞台、アニメ、洋画吹き替え等で幅広く活躍した。1996年、宮沢賢治作品の一人芝居で「イーハトーブ賞」を受賞した。
2006年7月5日、脳出血のため埼玉県戸田市の病院で死去した。79歳。

## 出演

### テレビドラマ
- ここに人あり（第143回）夏ミカン（1960年6月22日、NHK）
- のぞみ（1960年7月1日、NHK）
- 澪（1960年8月26日、NHK）
- 生き甲斐（1960年9月2日、NHK）
- オタスの森（1960年11月6日、NHK）
- 美しき侍（1961年1月22日、NHK）
- 海と鯨と男たち（1961年2月10日、NHK）
- 青年 第一部 維新編 渦潮 〈坂本竜馬伝〉（1961年、NHK）
- 松本清張シリーズ・黒の組曲 第14話「偶数」（1962年7月5・6日、NHK）
- 鞍馬天狗（1969年、NHK）
- 赤ひげ（NHK）
  - 第14話「虎落笛」（1973年）
  - 第19話「ひとり」（1973年）
  - 第40話「約束」（1973年）
- 火曜日の女シリーズ「ガラス細工の家」（1973年、日本テレビ / ユニオン映画）
- 大河ドラマ（NHK）
  - 国盗り物語(1973年) - 溝尾庄兵衛
  - 勝海舟（1974年） - 松平容保
  - 元禄太平記（1975年） - 間十次郎
  - 風と雲と虹と（1976年） - 佐野八郎
  - 花神（1977年） - 諏訪忠平
  - 草燃える（1979年） - 伏見広綱
  - 獅子の時代（1980年） - 平松商店主人
  - 峠の群像（1982年） - 榊原采女
  - 徳川家康（1983年） - 黒屋甚九郎
  - 山河燃ゆ（1984年） - 梅津参謀総長（梅津美治郎）
  - 春の波涛（1985年） - 座元
- 松本清張シリーズ・愛の断層（1975年11月1日、NHK土曜ドラマ） - 署長
- 手帳（1976年、TBS系日曜劇場）
- 砂の器（1977年、フジテレビ系ゴールデンドラマシリーズ） - 国語研技官
- 松本清張おんなシリーズ・張込み（1978年4月2日、TBS系日曜劇場）
- 悪女について（1978年、ANB系）
- 翔べ! 必殺うらごろし 第13話「手が動く! 画家でないのに絵を描いた」（1979年、ABC / 松竹） - 浮世亭
- そば屋梅吉捕物帳 第15話「遠山桜を狙う奴」（1980年、12ch） - 森下久蔵
- 大江戸捜査網 第565話「妖艶やわ肌刺青針」（1982年、テレビ東京 / 三船プロ） - 信濃屋徳兵衛
- 北の国から（1981、FNN系） -渡辺医師
- 松本清張シリーズ・けものみち（1982年1月、NHK土曜ドラマ） - 医師
- おしん（1983年、NHK） - 商店街の役員
- 序の舞（1984年、テレビ朝日系）
- 宮本武蔵（1984年、NHK） - 吾助
- 流れ星佐吉 最終話「さよなら大興行」（1984年、KTV / 松竹）
- 太陽にほえろ!（第651回）号泣（1985年、NTV系）
- 真田太平記（1985年、NHK） - 生駒親正
- 愛の嵐（1986年、フジテレビ系）
- まんが道（1986年、NHK） - 高田啓三（島田啓三）
- まんが道・青春篇（1987年、NHK）
- Big Bird in Japan （1988年、NHK）
- 火曜サスペンス劇場「殺意の爪」（1989年8月8日、NTV系・エイジェント21）
- 外科医有森冴子 第1シリーズ 第2話「あぶない外科医」（1990年4月21日、NTV系）
- 尼さん探偵名推理3（1991年11月16日、ABC土曜ワイド劇場）
- 忠臣蔵 風の巻・雲の巻（1991年12月13日、FNN系） - 原惣右衛門
- 約束の夏（1992年、FNN系） - 竹中常務
- 殺人回廊（1992年2月4日、NTV系火曜サスペンス劇場）
- 七人の女弁護士（第3シリーズ）（1993年2月18日、テレビ朝日系）
- 大人のキス（1993、NTV）
- かりん（1993年、NHK）
- 松本清張スペシャル・状況曲線（1994年11月26日、テレビ朝日土曜ワイド劇場）
- 輝け隣太郎（1995年、TBS系日曜劇場）
- 蔵（1995年、NHK）
- 天までとどけ 5〜8（1996年 - 1999年、TBS） - 岩松
- 黄落（1997年5月1日、テレビ東京系）
- 左手に告げるなかれ（1997年12月12日、FNN系）
- さしすせそ!?（1997年、TBS）
- あきまへんで!（1998年、TBS） - 医者
- ウルトラマンコスモス 第36話「妖怪の山」（2002年3月9日、毎日放送） - 奥日高村の長老
- 温泉若おかみの殺人推理 下呂温泉〜飛騨高山（2002年4月13日、テレビ朝日土曜ワイド劇場）
- 太陽と雪のかけら（2002年9月2日 - 11月1日、TBS）
- 警視庁科学捜査研究所・文書鑑定の女2（2004年2月7日、テレビ朝日土曜ワイド劇場）

### 映画
- 教室二〇五号（1974年） - 校長先生

### 舞台
- 朗読劇・北越雪譜（1974年）- 演出（小津美和子と共同演出）
- 道成寺（1988年、三百人劇場） - 男客C
- ロスメルスホルムの白い馬（2002年、シアターΧ）

### 吹き替え

#### 洋画
- アラモ（ジェスロ〈ジェスター・ヘアストン〉）※テレビ朝日版
- 偉大な生涯の物語（ヘロデ大王〈クロード・レインズ〉）
- エクソシスト（マックス・フォン・シドー）
- エクソシスト2（マックス・フォン・シドー）
- オデッサ・ファイル（マルクス）※テレビ朝日版
- オリエント急行殺人事件（ジョージ・クールリス）
- カーツーム ※NETテレビ版
- カサブランカ（サム〈ドーリー・ウィルソン〉）※NETテレビ版
- ガンジー ※フジテレビ版
- 恐怖の岬 ※NETテレビ版
- 超高層プロフェッショナル（アート・カーニー）
- サンダー
- 白熱（R・G・アームストロング）
- ダーククリスタル（長老）※NHK-BS版
- 八月の鯨（ミスター・マラノフ〈ヴィンセント・プライス〉）
- ハリーとトント（チーフ・ダン・ジョージ）※テレビ朝日版（再放送版がBD収録）
- 不思議の国のアリス（英語版）
- ベン・ハー（サイモニデス〈サム・ジャッフェ〉）※フジテレビ版（日本語吹替音声追加収録版 ブルーレイ収録）
- ポセイドン・アドベンチャー（マニー・ローゼン〈ジャック・アルバートソン〉）※日本テレビ版（日本語吹替完全版ブルーレイBOX収録）
- マニトウ（バージェス・メレディス）

#### 海外ドラマ
- アメリカン・ヒーロー（エヴァン〈フレッド・スタスマン〉）
- インディ・ジョーンズ/若き日の大冒険（フロイト）
- 刑事コロンボシリーズ
  - ロンドンの傘（ウィルフリッド・ハイド＝ホワイト）
  - 断たれた音（ジャック・クラスチェン）
  - さらば提督（ウィルフリッド・ハイド＝ホワイト）
- 三国志演義（陶謙恭祖）
- ヤングライダーズ（メディシンマン、町長、ドック）
- 名探偵ポワロ 第25話「スペイン櫃の秘密」（バーゴイン）

### テレビアニメ
- 赤胴鈴之助（1973年）
- 侍ジャイアンツ（1973年）
- 荒野の少年イサム（1973年）
- 宇宙戦士バルディオス（1980年） - クラン
- スペースコブラ（1983年） - ドクター
- TEXHNOLYZE（2003年） - ファシリティの老人

### 劇場アニメ
- 老人Z（1991年） - 高沢喜十郎[10]

### OVA
- 世界の光 親鸞聖人（1992年） - 法然
- GOLDEN BOY さすらいのお勉強野郎（1995年） - うどん屋の主人

### ラジオドラマ
- タイフォイド・メアリー（1980.3.15、NHK・FM）
- 飛騨の石室（1975.05.23、NHK・FM）

### 朗読
- 『松村彦次郎 詩を演ずる』 銀座みゆき館劇場
  - 第一回（1989.6.21-0625）山本太郎・岡崎清一郎・草野心平の詩
  - 第二回（1990.6.6-10）
  - 砂と星のあいだに（1990.10.16-19、青山円形劇場）青山演劇フェスティバル
  - 第三回（1991.6.5-09）
  - 第四回 金子光晴／詩（IL，若葉のうた）(1993.6.21-27）15編の詩。最後、菊田守「満月」。
  - 第五回 宮沢賢治・高見順（1994）
  - 第六回（1995）
  - 第七回（1997）
  - 第八回 講演・たばこの害／これもまことだ（1997.6.18-22）アントン・チェーホフ、正宗白鳥
  - 第九回（1998）
  - 第十回（1999.6.30-7.4）
- 朗読ひとり芝居「宮沢賢治―光と風の中の修羅」（1996.9.23、宮沢賢治イーハトーブ館）宮沢賢治学会第7回定期大会「ポランの広場」　宮沢賢治生誕百年記念・劇団「双子座」特別公演・千葉剛（東京農業大学教授）脚本
- 朗読劇 宮沢賢治「鹿踊りの始まり」（1998.7.20、草野心平記念文学館）開館一周年特別企画展『宮沢賢治展』
- 宮沢賢治「原体剣舞連」（1998.10.25、秋田桂城短期大学 秋田県大館市）宮沢賢治学会地方セミナーin秋田おおだて 「大館曲げわっぱ太鼓の会」と共演
- 日本詩人クラブ東京大会＜東京詩祭2000＞＜日蘭詩人交流＞2部＜ポエトリ・リサイタル＞（2000.10.14、池袋サンシャインシティプリンスホテル）
- 山波言太郎特別講演「ファンタジーよりおもしろい 現代に生きる　宮沢賢治の霊の世界」（『宮沢賢治の霊の世界』出版記念）（2001.9.23、銀座ヤマハホール）語り／松村彦次郎、歌／青木由有子
- 『松村彦次郎・詩を語る』 銀座みゆき館劇場
  - （1）（2000）
  - （2）（2001）
  - （3）折口信夫「死者の書」を読む＜其の一＞」（2002）
  - （4）折口信夫「死者の書」を読む＜其のニ＞」（2003.6.27）

### その他
- 良太の村(1964年 - 1966年、NHK学校放送 小学3年向け・社会）
- 世界まるごとHOWマッチ（TBSテレビ）※声の出演

## 劇評
- 斉藤一也「劇評宮沢賢治・高見順の「詩を演ずる」松村彦次郎」賢治研究 第64号 46-47頁 宮沢賢治研究会 94年9月